# 497 a.C.
Il 497 a.C. (CDXCVII a.C. in numeri romani) è un anno  del V secolo a.C.

## Eventi
- Roma:
  - Consoli romani: Aulo Sempronio Atratino e Marco Minucio Augurino.
  - A Roma, il 17 dicembre viene consacrato il tempio di Saturno (datazione incerta).
- Potidea viene colpita da un maremoto.

## Morti
- Imea, militare persiano